# ديف روبنسون
ديف روبنسون (بالإنجليزية: Dave Robinson)‏ (و. 1941  م) هو لاعب كرة قدم أمريكية، من الولايات المتحدة، يلعب كظهير ‏.

## التعليم
تعلم في جامعة ولاية بنسلفانيا.

## جوائز
حصل على جوائز منها:
- قاعة مشاهير محترفي كرة القدم.

## روابط خارجية
- ديف روبنسون على موقع كلية كرة السلة في سبورتس رفرنس.كوم (الإنجليزية)
- ديف روبنسون على موقع مرجع كرة القدم المحترفة.كوم (الإنجليزية)